# Бенгтссон, Андреас
Андреас Бенгтссон (швед. Andreas Bengtsson; 22 февраля 1997, Швеция) — шведский футболист, защитник клуба «Хальмстад».

## Клубная карьера
Бенгтссон — воспитанник клуба «Хальмстад». 2 августа 2015 года в матче против «Эльфсборга» он дебютировал в Аллсвенскан лиге. По итогам сезона клуб вылетел из элиты, но Бенгтссон остался в команде. 30 мая 2016 года в поединке против «Эргрюте» Андреас забил свой первый гол за «Хальмстад». По итогам сезона он помог команде вернуться в элиту.